# Campionati europei di karate 1986
La 21ª edizione del campionato europeo di karate si è disputata a Madrid nel 1986. Hanno preso parte alla competizione 300 karateka provenienti da 20 paesi.

## Campioni d'Europa

### Kata
| Categoria             | Vincitore      |
| Individuale maschile  | Dario Marchini |
| Individuale femminile | Restelli       |
| Squadre maschili      | Italia         |
| Squadre femminili     | Italia         |

### Kumite
| Categoria              | Vincitore       |
| Fino a 60 kg maschile  | Gomez           |
| Fino a 65 kg maschile  | Malave          |
| Fino a 70 kg maschile  | Thomas          |
| Fino a 75 kg maschile  | Serfati         |
| Fino ad 80 kg maschile | Egea            |
| Oltre 80 kg maschile   | Samir Usenagic  |
| Open maschile          | Torres          |
| Fino a 53 kg femminile | Sophie Berger   |
| Fino a 60 kg femminile | M. Samuel       |
| Oltre 60 kg femminile  | Guus van Mourik |
| Squadre maschili       | Spagna          |
| Squadre femminili      | Italia          |